# (552555) 2010 ER65
(552555) 2010 ER65, também escrito como (552555) 2010 ER65, é um corpo menor que está localizado no disco disperso, uma região do Sistema Solar. Ele possui uma magnitude absoluta de 5,4 e tem um diâmetro estimado de cerca de 366 km. O astrônomo Mike Brown lista este corpo celeste em sua página na internet como um candidato a possível planeta anão.

## Descoberta
(552555) 2010 ER65 foi descoberto no dia 10 de março de 2010 pelos astrônomos D. L. Rabinowitz e S. Tourtellotte.

## Órbita
A órbita de (552555) 2010 ER65 tem uma excentricidade de 0,599 e possui um semieixo maior de 99,768 UA. O seu periélio leva o mesmo a uma distância de 40,011 UA em relação ao Sol e seu afélio a 160 UA.